# Гробница Пир-Гасана
Гробница Пир-Гасана (азерб. Pir Həsən türbəsi) — пир (святилище), расположенный в посёлке Мардакян Хазарского района Баку.

## История
Согласно китабе, высеченной над входом, гробница была возведена в 1021 году по лунному календарю, что по григорианскому летоисчислению соответствует 1612—1613 годам. В другой китабе, высеченной слева от входа, указывается, что гробница была построена мастером по имени Надир Али.
Рядом с гробницей Пир-Гасана расположен ещё один небольшой мавзолей, в котором, как считается, покоится Хадиджа, дочь седьмого шиитского имама Мусы аль-Казима, бежавшая со своими сёстрами на Кавказ после того, как в Мешхеде был убит её брат Али ар-Рида. Оба строения на сегодняшний день представляют собой единый архитектурный комплекс.
На территории, прилегающей к гробнице, похоронен богослов Мирза Абутураб Ахундзаде. В 1924 году у подножья могилы богослова, согласно своему завещанию, был похоронен миллионер и меценат Зейналабдин Тагиев, а в 1990 году на могиле последнего был воздвигнут памятник. Здесь же похоронены дочь Тагиева Сара и её первый супруг, адвокат Зейнал Селимханов, погибший во время Сталинских репрессий.

## Архитектура
Основное сооружение святилища имеет форму квадратного здания. Преддверие длиной 2,2 метра выступает вперёд и перекрыто стрельчатым сводом. Внутри гробницы купол упирается в паруса, в которые переходят парные выступы, расположенные во всех внутренних четырёх углах. Облицовка гробницы выполнена из тёсаного камня как внутри так и снаружи.
В 2007 году святилище было капитально отреставрировано при содействии Фонда Гейдара Алиева. Архитектурный комплекс пополнился небольшой мечетью.